# سانتا ماریا دی سالا
سانتا ماریا دی سالا (به ایتالیایی: Santa Maria di Sala) یک کومونه در ایتالیا است که در استان ونیز واقع شده‌است.

## خصوصیات
سانتا ماریا دی سالا ۲۷٫۹۷ کیلومترمربع مساحت و ۱۶٬۲۶۷ نفر جمعیت دارد و ۱۳ متر بالاتر از سطح دریا واقع شده‌است.

## خواهرخوانده
شهر خوار خواهرخواندهٔ سانتا ماریا دی سالا هست.